# Olecko (gmina)

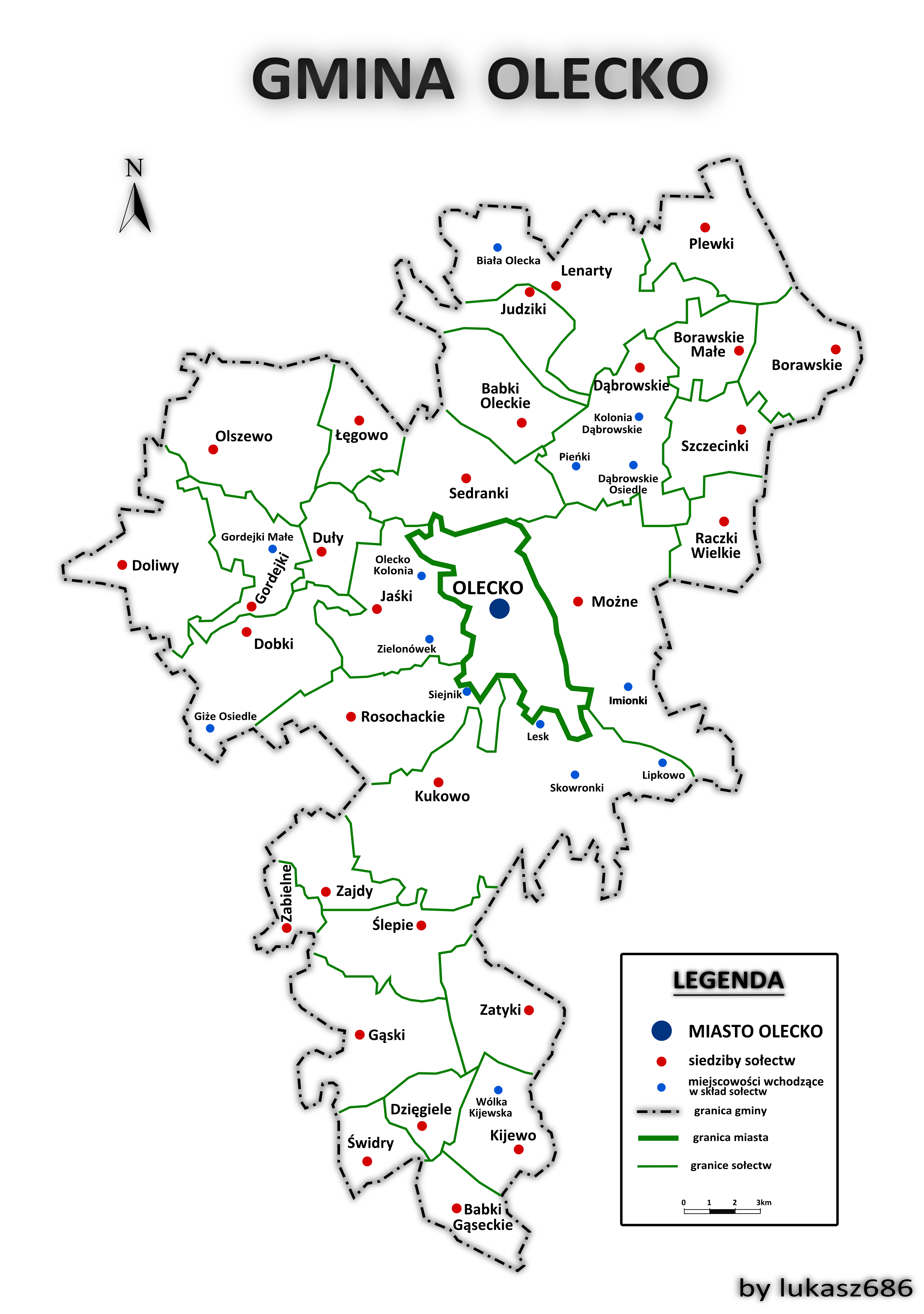
Mapa administracyjna Gminy Olecko

Olecko – gmina miejsko-wiejska w województwie warmińsko-mazurskim, w powiecie oleckim. W latach 1975–1998 gmina położona była w województwie suwalskim.
Siedziba gminy to Olecko.
Według danych z 31 grudnia 2009 gminę zamieszkiwało 21 439 osób. Natomiast według danych z 31 grudnia 2019 roku gminę zamieszkiwało 22 025 osób.

## Struktura powierzchni
Według danych z roku 2002 gmina Olecko ma obszar 266,6 km², w tym:
- użytki rolne: 69%
- użytki leśne: 16%

Gmina stanowi 30,51% powierzchni powiatu.

## Demografia

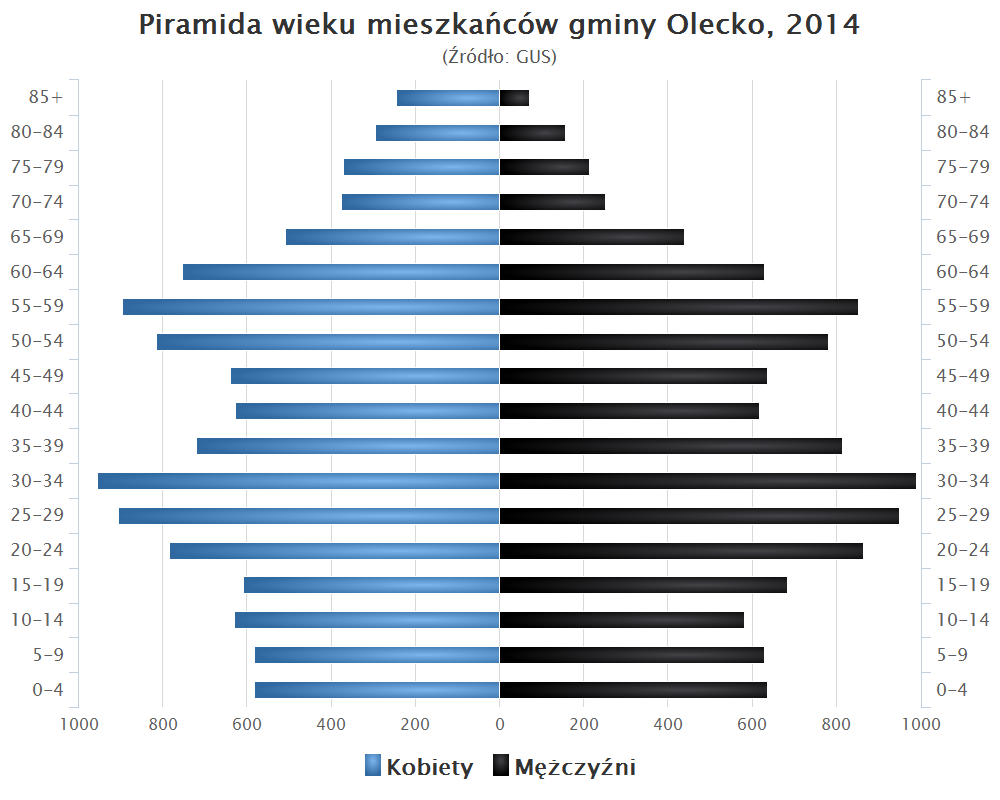
Piramida wieku mieszkańców gminy Olecko w 2014 roku

Dane z 2008:
| Opis                              | Ogółem | Ogółem | Kobiety | Kobiety | Mężczyźni | Mężczyźni |
| --------------------------------- | ------ | ------ | ------- | ------- | --------- | --------- |
| jednostka                         | osób   | %      | osób    | %       | osób      | %         |
| populacja                         | 21 309 | 100    | 10 991  | 51,6    | 10 318    | 48,4      |
| gęstość zaludnienia (mieszk./km²) | 79,9   | 79,9   | 41,2    | 41,2    | 38,7      | 38,7      |

## Sołectwa
Babki Gąseckie, Babki Oleckie, Borawskie, Borawskie Małe, Dąbrowskie, Dobki, Doliwy, Duły, Dzięgiele Oleckie, Gąski, Gordejki, Jaśki, Judziki, Kijewo, Kukowo, Lenarty, Łęgowo, Możne, Olszewo, Plewki, Raczki Wielkie, Rosochackie, Sedranki, Szczecinki, Ślepie, Świdry, Zabielne, Zajdy, Zatyki.

## Pozostałe miejscowości
Biała Olecka, Dąbrowskie-Osada, Giże, Gordejki Małe, Imionki, Kolonie Dąbrowskie, Lesk, Lipkowo, Olecko-Kolonia, Pieńki, Przytuły, Siejnik, Skowronki, Wólka Kijewska, Zielonówek.

## Sąsiednie gminy
Bakałarzewo, Ełk, Filipów, Kalinowo, Kowale Oleckie, Świętajno, Wieliczki.